# Провинције у Јапану
Провинције Јапана (令制国 | Ryōseikoku) је била административна подела Јапана пре него што је уведена модерна подела на префектуре, када су острва Јапана била подељена у неколико десетина kuni (国, држава), познатије као провинције. Провинције су даље подељене на области gun (郡, области, раније зване kōri).

## Историја
Провинције су првобитно основане кроз правну регулативу звану Рицурјо које нису биле само географске, већ и административне.

### Муромачи период
У касном Муромачи периоду, њихова функција је постепено замењена феудалним областима чије су границе административно дефинисане. За врема владавине Тојотоми Хидејошија, провинције су као управни окрузи скоро потпуно укинути.

### Едо период
У периоду Едо, даимјоа имовина постала позната као хан. Провинције су наставиле да постоји као географски појам.

### Меиџи обнова
У време Меиџи обнове, хан су признате као административне јединице. За време владавине Фуханкен Санчисеја, су постепено замењене префектурама између 1868. и 1871. (урбане префектуре назване "фу" и сеоске префектуре назване "кен"). Провинције као део система адреса нису укинуте, чак су напротив, појачане. Од 1871, број префектура је био 304, док је број провинција био 68, не рачунајући острва Хокаидо и Рјукју острва. Границе између многих префектуре нису само врло компликоване, већ такође нису одговарале границама провинција. Префектуре су постепено спајане да би се 1881. смањио њихов број на 37, а неке су затим подељене дајући 1885. године укупно 45. Додавањем префектура Хокаидо и Окинава њихов број је порасо на даншњих 47 префектура.
Провинције се сврставају у Кинај систем (на основу капитала) и седам или осам "округа" звана "до", познатих под именом Гокишичидо систем.

### Данас
До данас, ниједан званични налог није издат за укидање провинција. Провинције се ипак данас сматрају застарелим, иако њихова имена још увек су у широкој употреби у називима природних карактеристика, имена компанија и брендова. У раним 2000-им, бивши гувернер префектуре Нагано, Јасуо Танака (председник Нове партије Јапана), предложио преименовање своје префектуре "Шиншу" (信 州, име изведено из имена провинције Шинано) јер је и даље у широкој употреби.
Ова имена провинција се сматрају углавном од историјског значаја. Они се такође користе за имена предмета, укључујући презимена од којих се већина популаризовала после периода Едо. 
Нека од имена провинција се користи да означи различите делове садашњих префектура заједно са својим културним и географским карактеристикама. У многим случајевима ова имена су такође у употреби као разлка истих назива станица у префектурама.